# Sääminginsalo
La isla Sääminginsalo (en finés: Sääminginsalo saari) es una isla europea que según algunas fuentes es, con una superficie de 1.069 km², la verdadera isla más grande de Finlandia. Sin embargo, no es una verdadera isla, ya que está en parte rodeada por un canal artificial. Si se considerase como una isla, es la tercera isla más grande en un lago en el mundo. Esta isla continental está ubicada en la región de Savonia del Sur (antigua provincia de Finlandia Oriental) y está rodeada por el gran lago Saimaa (y los lagos conectados de Haukivesi, Puruvesi y Pihlajavesi), y un canal artificial, Raikuun Kanava, que fue construido en 1750. El monumento más famoso de Sääminginsalo es la iglesia de Kerimäki, la mayor iglesia de madera en el mundo.
Tradicionalmente, la isla de Soisalo, en mismo complejo lacustre del Saimaa, ha sido considerada la isla más grande de Finlandia, pero técnicamente tampoco es una isla verdadera, porque los lagos que la rodean no están en el mismo nivel.
En la isla se encuentra la laguna de Kuonanjärvi en donde se encuentra la isla de Kokkosaari.